# Batalla de les Planúries Wuzhang
La batalla de les Planúries Wuzhang (五丈原之戰) és una famosa disputa entre els regnes de Wei i Shu el 234 EC durant el període dels Tres Regnes de la Xina. La batalla és la cinquena i última part de les Expedicions del Nord dirigides per l'estadista de Shu Zhuge Liang, que va emmalaltir i morí durant l'enfrontament.

## Antecedents
A la primavera de 234 EC, Zhuge Liang dirigí 100,000 soldats a través del Pas Xiagu (斜谷口) després de tres anys de preparació des de l'última expedició del nord. Alhora, Zhuge Liang va enviar un emissari als aliats de Wu Oriental, esperant que Wu atacara a Wei al mateix temps que ells. En abril, les forces de Shu forces arribaren a les Planúries Wuzhang al costat del riu Wei i acamparen allí. El comandant de Wei, Sima Yi, ben preparat per tal moviment amb un exèrcit de 200.000 soldats, construí una posició fortificada a la riba sud del riu Wei.

## Batalla
Guo Huai va suggerir que Sima Yi hauria de constituir una posició al nord de les planes, ja que Zhuge Liang probablement atacaria per allí. Sima Yi va estar d'acord i va manar a Guo Huai per establir el campament allà. Les forces de Shu atacaren el campament de Wei allí, mentre s'estava construint, però Guo Huai va ser capaç de repel·lir l'atac.
Sima Yi no s'enfrontaria directament a les forces de Shu, en lloc d'això tractava de fer que les forces de Shu se retiraren mitjançant-se el desgast. Zhuge Liang va comprendre el problema, i aplicà el sistema tuntià de Cao Cao sistema per mantenir alimentades les seves tropes. L'exèrcit Shu esperava una ofensiva acordada per Wu pel moment d'atacar. Això no obstant, els exèrcits de Sun Quan en la regió Huai van ser derrotats per Cao Rui i van sucumbir a una malaltia endèmica. Així, l'estancament es va mantenir en el seu lloc i va continuar durant centenars de dies. Les forces de Shu tractaren d'atraure a les forces de Wei diverses vegades, però Sima Yi va mantenir el seu lloc i no es trobaria amb l'enemic. Una vegada Zhuge Liang va enviar roba de dona a Sima Yi, suggerint que era una dona per no atrevir-se a atacar. Els oficials de Wei es van enfurir per això, però Sima Yi no seria provocat. Per apaivagar als seus oficials, Sima Yi va demanar a l'emperador de Wei, Cao Rui, permís per a enfrontar-se a les forces de Shu Han. Cao Rui, va comprendre la situació, i envià al seu assessor Xin Pi a Sima Yi per dir-li a les tropes Wei de ser pacients.
A l'agost, Zhuge Liang va caure malalt d'esgotament, i el seu estat va empitjorar dia a dia. La notícia va arribar a l'emperador Shu, que va enviar a ministre Li Fu per demanar Zhuge Liang els futurs plans de Shu. Zhuge Liang va respondre que Jiang Wan li podria tenir èxit, i Fei Yi Jiang podria tenir èxit. Quan Li Fu va preguntar de nou sobre el successor de Fei Yi, Zhuge Liang es va quedar en silenci. Li Fu i després va tornar a la capital de Chengdu. Zhuge Liang també va donar instruccions sobre com les forces de Shu haurien de retirar de nou a Hanzhong: Yang Yi Yi Fei i conduirien a l'exèrcit, mentre que Jiang Wei Wei Yan i portarien una força per defensar la part posterior; Si Wei Yan va desobeir les ordres, l'exèrcit procediria sense ell. Zhuge Liang finalment va morir a l'edat de 53 a principis de tardor de 234.